# Portugal en los Juegos Olímpicos de Pekín 2022
Portugal estuvo representado en los Juegos Olímpicos de Pekín 2022 por tres deportistas que competirán en dos deportes. Responsable del equipo olímpico es el Comité Olímpico de Portugal, así como las federaciones deportivas nacionales de cada deporte con participación.
Los portadores de la bandera en la ceremonia de apertura fueron los esquiadores alpinos Ricardo Brancal y Vanina Guerillot Oliveira. El equipo olímpico portugués no obtuvo ninguna medalla en estos Juegos.